# Кристинехамн (община)
Община Кристинехамн (на шведски: Kristinehamns kommun) е разположена в лен Вермланд, западна централна Швеция с обща площ 1392 km2 и население 23 949 души (към 31 декември 2013). Административен център на община Кристинехамн е едноименния град Кристинехамн.